# Marc Aaronson
Marc Aaronson (24 de agosto de 1950, Los Ángeles-30 de abril de 1987, Tucson) fue un astrónomo estadounidense. Su trabajo se centró en tres investigaciones priomordiales: la determinación de la constante de Hubble (H0) empleando la relación de Tully-Fisher, el estudio de las estrellas de carbono y la velocidad de distribución entre las estrellas en las galaxias enanas esferoidales. En 1984 recibió el Premio Newton Lacy Pierce en Astronomía. Murió en  1987 a causa de un accidente en un observatorio.